# Bronowice (gromada w powiecie puławskim)
Bronowice – dawna gromada, czyli najmniejsza jednostka podziału terytorialnego Polskiej Rzeczypospolitej Ludowej w latach 1954–1972.
Gromady, z gromadzkimi radami narodowymi (GRN) jako organami władzy najniższego stopnia na wsi, funkcjonowały od reformy reorganizującej administrację wiejską przeprowadzonej jesienią 1954 do momentu ich zniesienia z dniem 1 stycznia 1973, tym samym wypierając organizację gminną w latach 1954–1972.
Gromadę Bronowice siedzibą GRN w Bronowicach utworzono – jako jedną z 8759 gromad na obszarze Polski – w powiecie kozienickim w woj. kieleckim, na mocy uchwały nr 13e/54 WRN w Kielcach z dnia 29 września 1954. W skład jednostki weszły obszary dotychczasowych gromad Bronowice, Kowala, Łęka, Opatkowice i Kajetanów Łęka (bez kolonii Kajetanów Las) ze zniesionej gminy Góra Puławska w tymże powiecie.
1 stycznia 1955 gromadę włączono do powiatu puławskiego woj. lubelskim, gdzie ustalono dla niej 19 członków gromadzkiej rady narodowej.
1 stycznia 1959 gromadę zniesiono, włączając jej obszar do gromady Góra Puławska w tymże powiecie.